# André Chilo
André Chilo (5 de julho de 1898 — 3 de novembro de 1982) foi um atleta de salto triplo e jogador de rugby union francês, medalhista olímpico.

## Carreira
Durante sua carreira esportiva, representou os clubes SCUF, AS Française, Racing Club de France, Stade Toulousain e TOEC. Disputou duas vezes a final do campeonato francês: com o Racing Club de France perdeu na final em 1920, e com o Stade Toulousain venceu o campeonato em 1922.
Chilo integrou a equipe da Seleção da França que conquistou a medalha de prata nos Jogos Olímpicos de Verão de 1920 em Antuérpia. Na partida disputada no Estádio Olímpico em 5 de setembro de 1920, os franceses perderam para a seleção dos Estados Unidos por 0–8. Como esta foi a única partida disputada nesta competição, significou que conquistaram a medalha de prata. Na mesma edição dos Jogos, ele competiu na prova de salto triplo, após ter sido campeão francês, e ficou em 18º lugar.